# Moussobadougou (M'bahiakro)
Pour les articles homonymes, voir Moussobadougou.
Moussobadougou  est une localité du centre de la Côte d'Ivoire et appartenant au département de M'bahiakro, Région du N'zi-Comoé. La localité de Moussobadougou est un chef-lieu de commune.